# 斯泰特维尔懲教中心
斯泰特维尔懲教中心（英語：Stateville Correctional Center）是一所位于美国伊利诺伊州克雷斯特希爾的最高戒备州级男子监狱。

## 歷史
斯泰特維爾懲教中心於1925年啟用，當時可容納1506名囚犯。監獄的一部分——「F-House」是根據英國哲學家和監獄改革家傑瑞米·邊沁提出的圓形監獄概念設計的。「F-House」牢房，又被稱為「roundhouse」，有一個圓形的佈局，在一個開放區域的中心有一個武裝塔，周圍是幾層牢房。F-House是1990年代，美國唯一仍在使用的圓形監獄。F-House於2016年年底關閉，但由於其歷史意義，該結構保留下來。